# Les Prêtres
Les Prêtres è un gruppo musicale composto da due sacerdoti cattolici francesi e un seminarista vietnamita.
Il nome del gruppo trae origine e si ispira al gruppo irlandese The Priests.

## Storia
Il gruppo nasce nel 2009 per iniziativa di Jean-Michel di Falco, vescovo di Gap e Embrun (Hautes-Alpes, Provenza) che, in seguito ad una discussione con Didier Barbelivien, propone a due preti e un seminarista della sua diocesi di registrare un CD per finanziare la realizzazione di due progetti: la costruzione di una chiesa a Notre-Dame du Laus e una scuola in Madagascar.
Il primo disco viene pubblicato in Francia il 29 marzo 2010 con l'etichetta TF1 Musique.

Il debutto dell'album è spettacolare, dopo la prima settimana si classifica al 5º posto della classifica ufficiale delle vendite in Francia. La settimana seguente raggiunge il secondo posto diventando disco di platino. Il 12 aprile 2010, il disco raggiunge il primo posto nella classifica delle vendite e lo mantiene per nove settimane, fino al 13 giugno 2010.

Il gruppo si produce in concerti in numerose città francesi e all'estero, in Canada nel novembre 2010 e poi in Italia e a Malta.

Il 30 novembre 2009 viene presentata una versione dell'album per l'Italia, prodotta dalla Carosello Records. Questo album presenta una canzone e due brani di prosa in italiano.

Il gruppo viene ospitato su Rai 2 per il tradizionale Concerto di Natale.

A dicembre 2010, l'album diventa disco di diamante con più di 500 000 copie vendute e a metà dicembre raggiunge la vendita di 750 000 copie.
Il 25 aprile 2011, come già annunciato nel dicembre 2010 esce il secondo album: Gloria.
Jean-Michel Di Falco precisa che questo album è nello stesso spirito del precedente, contenendo sia canti religiosi che profani.
Come il precedente album, Gloria appare un successo: dopo la prima settimana si classifica al 1º posto della classifica ufficiale delle vendite in Francia e vi si mantiene per quattro settimane.

## Membri del gruppo
- Jean-Michel Bardet (1964), laureato in trombone al Conservatorio Nazionale di Musica di Lione, attualmente curato della cattedrale di Gap[12].
- Charles Troesch (1982), cappellano della Basilica di Notre-Dame du Laus
- Joseph Dinh Nguyen Nguyen (1984), ex-seminarista nella diocesi.

## Discografia
- Spiritus Dei (2010, Tf1 Carosello)
- Gloria (2011, Tf1 Carosello)
- Amen (2014)